# Bowling Green (Flórida)
Bowling Green é uma cidade localizada no estado americano da Flórida, no condado de Hardee. Foi incorporada em 1927.

## Geografia
De acordo com o United States Census Bureau, a cidade tem uma área de 3,3 km², onde todos os 3,3 km² estão cobertos por terra.

### Localidades na vizinhança
O diagrama seguinte representa as localidades num raio de 32 km ao redor de Bowling Green.

## Demografia
Segundo o censo nacional de 2010, a sua população é de 2 930 habitantes e sua densidade populacional é de 897,8 hab/km², o que a torna a localidade mais densamente povoada do condado de Hardee. Possui 1 006 residências, que resulta em uma densidade de 308,3 residências/km².